# Scenopinus monterreyi
Scenopinus monterreyi är en tvåvingeart som beskrevs av Kelsey 1974. Scenopinus monterreyi ingår i släktet Scenopinus och familjen fönsterflugor. Inga underarter finns listade i Catalogue of Life.